# Niederskopf
Der Niederskopf ist ein 1293 m ü. NHN hoher Berg in den Bayerischen Voralpen im Isarwinkel. Über den Berg verläuft allgemein in West-Ost-Richtung die Grenze zwischen den oberbayerischen Gemeinden Jachenau im Norden und Lenggries im Süden (Landkreis Bad Tölz-Wolfratshausen).
Der Niederskopf erhebt sich direkt oberhalb des Nordwestufers des Sylvensteinspeichers. Der Schwarzberg mit 1172 m Höhe bildet dabei einen südwestlichen Vorgipfel.
In der Einsattelung zum höchsten Berg der Gruppe, dem Staffel liegt die unbewirtschaftete Reiseralm, über die der Niederskopf weglos erreicht werden kann.